# Oncocalamus wrightianus
Oncocalamus wrightianus är en enhjärtbladig växtart som beskrevs av John Hutchinson. Oncocalamus wrightianus ingår i släktet Oncocalamus och familjen Arecaceae. Inga underarter finns listade i Catalogue of Life.